# Lekkoatletyka na Światowych Wojskowych Igrzyskach Sportowych 2011 – sztafeta 4 × 400 m mężczyzn
Sztafeta 4 × 400 metrów mężczyzn – jedna z lekkoatletycznych konkurencji biegowych, drużynowych rozegranych w dniach 22 i 23 lipca 2011 roku podczas 5. Światowych Wojskowych Igrzyskach Sportowych na stadionie Estádio Engenhão w Rio de Janeiro. Polska sztafeta 4 × 400 m zdobyła złoty medal igrzysk wojskowych.

## Terminarz
| Data          | Godzina (UTC-03:00) | Wydarzenie |
| ------------- | ------------------- | ---------- |
| 22 lipca 2011 |                     | Półfinały  |
| 23 lipca 2011 | 12:10               | Finał      |

## Rekordy
Tabela prezentuje rekord świata, a także rekord Igrzysk wojskowych (CSIM) przed rozpoczęciem mistrzostw.
|                                   | Zawodnik                                                                           | Wynik   | Miejsce   | Data                  |
| --------------------------------- | ---------------------------------------------------------------------------------- | ------- | --------- | --------------------- |
| Rekord świata                     | Stany Zjednoczone · (Andrew Valmon, Quincy Watts, Butch Reynolds, Michael Johnson) | 2:54,29 | Stuttgart | 22 sierpnia 1993(dts) |
| Rekord Igrzyska wojskowych (CSIM) | Polska · (Marcin Jędrusiński, Piotr Rysiukiewicz, Jacek Bocian, Robert Maćkowiak)  | 3:02,78 | Zagrzeb   | 21 sierpnia 1999(dts) |

## Medaliści
| Złoto                                                                              | Srebro                                                               | Brąz                                                                                       |
| Polska · Piotr Klimczak · Daniel Dąbrowski · Kacper Kozłowski · Marcin Marciniszyn | Kenia · Kipkemboi Soi · Jonathan Kibet · Geoffrey Matum · Mark Mutai | Indie · Riju Kallammarukunnal · Premanand Jayakumar · Mortaja Shake · Kunhu Puthenpurakkal |

## Wyniki
Awans do finału: trzy najlepsze drużyny z każdego biegu (Q) oraz 2 z najlepszymi czasami wśród przegranych (q).

### Kwalifikacje

#### Półfinał 1
| Pozycja | Bieg | Państwo           | Zawodnicy                                                                       | Czas    | Uwagi |
| ------- | ---- | ----------------- | ------------------------------------------------------------------------------- | ------- | ----- |
| 1       | 7    | Kenia             | Kipkemboi Soi, Jonathan Kibet, Geoffrey Matum, Mark Mutai                       | 3:06,98 | Q     |
| 2       | 8    | Algieria          | Ali Tini, Houcine Lemmalda, Elarbi Laroui, Miloud Rahmani                       | 3:10,51 | Q     |
| 3       | 2    | Indie             | Riju Kallammarukunnal, Premanand Jayakumar, Mortaja Shake, Kunhu Puthenpurakkal | 3:10,53 | Q     |
| 4       | 6    | Trynidad i Tobago | David Damont, Jonathan James, Deverne Charles, Roberts Quiney                   | 3:11,56 | q     |
| 5       | 3    | Jamajka           | Aaron Bleary, Miguel Barton, Richard Robinson, Shawn Anderson                   | 3:12,20 | q     |
| 6       | 5    | Szwajcaria        | Fausto Santini, Jan Hochstrasser, Mario Bachtiger, Philipp Weissenberger        | 3:14.20 |       |
| -       | 1    | Brazylia          | Thiago Sales. Raphael Fernandes, Lutimar Paes, Fabiano Peçanha                  | DNF     |       |
| -       | 2    | Francja           |                                                                                 | DNS     |       |

#### Półfinał 2
| Pozycja | Bieg | Państwo          | Zawodnicy                                                                           | Czas    | Uwagi |
| ------- | ---- | ---------------- | ----------------------------------------------------------------------------------- | ------- | ----- |
| 1       | 5    | Arabia Saudyjska | Ismail Al-Sabiani, Mohammed Al-Bishi, Hamed Al-Bishi, Mohammed Abdulaziz            | 3:06,79 | Q     |
| 2       | 4    | Polska           | Piotr Klimczak, Daniel Dąbrowski, Kacper Kozłowski, Marcin Marciniszyn              | 3:11,07 | Q     |
| 3       | 3    | Kolumbia         | William Vera, Andres Martinez, Omar Estrada Hernandez, Jhon Sinisterra Mota         | 3:11,48 | Q     |
| 4       | 6    | Sri Lanka        | Prasanna Amarasekara, Rohitha Pushpakumara, Deepal Mudunegedara, Kasun Senevirathna | 3:12,99 |       |
| 5       | 2    | Wenezuela        | Diego Rivas, Victor Solarte, Jermaine Chirinos, Wiulmar Valor                       | 3:13,56 |       |
| 6       | 1    | Indonezja        | Yosef Roni, Sumarsono Sakeh, Harianto Harianto, Anton Dwi Cahyo                     | 3:28,78 |       |
| -       | 8    | Dominikana       |                                                                                     | DNS     |       |
| -       | 7    | Iran             |                                                                                     | DNS     |       |

### Finał
| Pozycja | Tor | Państwo           | Zawodnicy                                                                       | Czas    | Uwagi |
| ------- | --- | ----------------- | ------------------------------------------------------------------------------- | ------- | ----- |
| 01 !    | 3   | Polska            | Piotr Klimczak, Daniel Dąbrowski, Kacper Kozłowski, Marcin Marciniszyn          | 3:04.55 |       |
| 02 !    | 5   | Kenia             | Kipkemboi Soi, Jonathan Kibet, Geoffrey Matum, Mark Mutai                       | 3:07.87 |       |
| 03 !    | 8   | Indie             | Riju Kallammarukunnal, Premanand Jayakumar, Mortaja Shake, Kunhu Puthenpurakkal | 3:08.31 |       |
| 4       | 6   | Algieria          | Ali Tini, Houcine Lemmalda, Elarbi Laroui, Miloud Rahmani                       | 3:08.36 |       |
| 5       | 1   | Trynidad i Tobago | David Damont, Jonathan James, Deverne Charles, Roberts Quiney                   | 3:10.65 |       |
| 6       | 2   | Jamajka           | Aaron Bleary, Claon Hall, Miguel Barton, Marlon Robinson                        | 3:10.87 |       |
| 7       | 7   | Kolumbia          | William Vera, Andres Martinez, Omar Estrada Hernandez, Jhon Sinisterra Mota     | 3:13.47 |       |
| -       | 4   | Arabia Saudyjska  | Ismail Al-Sabiani, Mohammed Al-Bishi, Hamed Al-Bishi, Mohammed Abdulaziz        | DNS     |       |